# Адміністративний устрій Сокальського району
Адміністративний устрій Сокальського району — адміністративно-територіальний устрій Сокальського району Львівської області на 5 міських рад, 1 селищну раду та 32 сільські ради, які об'єднують 107 населених пунктів і підпорядковані Сокальській районній раді. Адміністративний центр — місто Сокаль.

## Список ОТГ Сокальського району
- Великомостівська міська громада
- Сокальська міська об’єднана територіальна громада
- Червоноградська міська об’єднана територіальна громада
- Белзька міська об’єднана територіальна громада

## Список радСокальського району
| №  | Назва                          | Центр           | Населені пункти                                                 | Площа км² | Місце за площею | Населення (2001), осіб. | Місце за населенням |
| -- | ------------------------------ | --------------- | --------------------------------------------------------------- | --------- | --------------- | ----------------------- | ------------------- |
| 1  | Белзька міська рада            | м. Белз         | м. Белз                                                         |           |                 |                         |                     |
| 2  | Великомостівська міська рада   | м. Великі Мости | м. Великі Мости с. Борове с. Куличків                           |           |                 |                         |                     |
| 3  | Сокальська міська рада         | м. Сокаль       | м. Сокаль                                                       |           |                 |                         |                     |
| 4  | Соснівська міська рада         | м. Соснівка     | м. Соснівка                                                     |           |                 |                         |                     |
| 5  | Угнівська міська рада          | м. Угнів        | м. Угнів с. Заставне                                            |           |                 |                         |                     |
| 6  | Жвирківська селищна рада       | смт Жвирка      | смт Жвирка с. Завишень                                          |           |                 |                         |                     |
| 7  | Боб'ятинська сільська рада     | с. Боб'ятин     | с. Боб'ятин с. Лещатів                                          |           |                 |                         |                     |
| 8  | Бутинська сільська рада        | с. Бутини       | с. Бутини с. Піддовге с. Пристань с. Шишаки                     |           |                 |                         |                     |
| 9  | Ванівська сільська рада        | с. Ванів        | с. Ванів с. Глухів с. Низи                                      |           |                 |                         |                     |
| 10 | Варязька сільська рада         | с. Варяж        | с. Варяж с. Лешків с. Лубнівка с. Русин                         |           |                 |                         |                     |
| 11 | Волицька сільська рада         | с. Волиця       | с. Волиця с. Комарів                                            |           |                 |                         |                     |
| 12 | Волсвинська сільська рада      | с. Волсвин      | с. Волсвин с. Городище                                          |           |                 |                         |                     |
| 13 | Двірцівська сільська рада      | с. Двірці       | с. Двірці с. Волиця с. Заріка                                   |           |                 |                         |                     |
| 14 | Домашівська сільська рада      | с. Домашів      | с. Домашів с. Воронів с. Діброва с. Острівок                    |           |                 |                         |                     |
| 15 | Жужелянська сільська рада      | с. Жужеляни     | с. Жужеляни с. Заболоття с. Перемисловичі с. Цеблів             |           |                 |                         |                     |
| 16 | Карівська сільська рада        | с. Карів        | с. Карів с. Михайлівка с. Піддубне                              |           |                 |                         |                     |
| 17 | Княжівська сільська рада       | с. Княже        | с. Княже с. Фусів с. Шпиколоси                                  |           |                 |                         |                     |
| 18 | Корчівська сільська рада       | с. Корчів       | с. Корчів с. Стаївка                                            |           |                 |                         |                     |
| 19 | Лучицька сільська рада         | с. Лучиці       | с. Лучиці с. Ганівка с. Шарпанці                                |           |                 |                         |                     |
| 20 | Межирічанська сільська рада    | с. Межиріччя    | с. Межиріччя с. Бендюга                                         |           |                 |                         |                     |
| 21 | Мурованська сільська рада      | с. Муроване     | с. Муроване с. Вербове с. Себечів                               |           |                 |                         |                     |
| 22 | Опільська сільська рада        | с. Опільсько    | с. Опільсько с. Бояничі с. Гатківка с. Забужжя с. Конотопи      |           |                 |                         |                     |
| 23 | Острівська сільська рада       | с. Острів       | с. Острів с. Бережне с. Борятин с. Добрячин с. Рудка            |           |                 |                         |                     |
| 24 | Перв'ятицька сільська рада     | с. Перв'ятичі   | с. Перв'ятичі с. Спасів                                         |           |                 |                         |                     |
| 25 | Переспівська сільська рада     | с. Переспа      | с. Переспа с. Зубків                                            |           |                 |                         |                     |
| 26 | Поторицька сільська рада       | с. Поториця     | с. Поториця с. Велике с. Горбків                                |           |                 |                         |                     |
| 27 | Реклинецька сільська рада      | с. Реклинець    | с. Реклинець с. Стремінь                                        |           |                 |                         |                     |
| 28 | Савчинська сільська рада       | с. Савчин       | с. Савчин с. Гута                                               |           |                 |                         |                     |
| 29 | Свитазівська сільська рада     | с. Свитазів     | с. Свитазів с. Ільковичі с. Равщина с. Суховоля                 |           |                 |                         |                     |
| 30 | Сілецька сільська рада         | с. Сілець       | с. Сілець                                                       |           |                 |                         |                     |
| 31 | Скоморохівська сільська рада   | с. Скоморохи    | с. Скоморохи с. Перетоки с. Ромош                               |           |                 |                         |                     |
| 32 | Смиківська сільська рада       | с. Смиків       | с. Смиків с. Бодячів с. Залижня с. Матів                        |           |                 |                         |                     |
| 33 | Стенятинська сільська рада     | с. Стенятин     | с. Стенятин с. Роятин                                           |           |                 |                         |                     |
| 34 | Тартаківська сільська рада     | с. Тартаків     | с. Тартаків с. Борок с. Копитів с. Романівка                    |           |                 |                         |                     |
| 35 | Телязька сільська рада         | с. Теляж        | с. Теляж с. Трудолюбівка с. Ульвівок                            |           |                 |                         |                     |
| 36 | Тудорковичівська сільська рада | с. Тудорковичі  | с. Тудорковичі с. Войславичі с. Пісочне с. Старгород с. Шихтарі |           |                 |                         |                     |
| 37 | Хлівчанська сільська рада      | с. Хлівчани     | с. Хлівчани с. Тяглів                                           |           |                 |                         |                     |
| 38 | Хоробрівська сільська рада     | с. Хоробрів     | с. Хоробрів с. Ниновичі с. Нісмичі с. Угринів                   |           |                 |                         |                     |

* Примітки: м. — місто, смт — селище міського типу, с. — село, с-ще — селище